# روبرت إل. هولمز
روبرت إل. هولمز (بالإنجليزية: Robert L. Holmes)‏ هو فيلسوف أمريكي، ولد في 1935.